# HD 164922
HD 164922 è una stella nana di classe G che si trova nella costellazione di Ercole, a circa 72 anni luce dalla Terra. Con un'età stimata in 13,4 miliardi di anni, è una delle stelle più vecchie conosciute, formatasi poche centinaia di milioni di anni dopo il Big Bang.

## Visibilità
La stella non è visibile a occhio nudo dato che la sua magnitudine apparente è 6,99. Può però essere osservata già con l'ausilio di un binocolo.

## Caratteristiche fisiche
HD 164922 è una nana gialla delle stesse dimensioni del Sole, ma con massa inferiore - pari all'87,4% di quella solare. Anche la sua temperatura superficiale è di circa 485 gradi inferiore a quella del Sole. Rispetto alla nostra stella, presenta invece una metallicità superiore di circa il 50%. Presenta scarsa attività cromosferica.
Con un'età stimata in 13,4 miliardi di anni (e comunque superiore a 9,48 miliardi di anni) è uno degli oggetti più vecchi che sia noto nella Via Lattea e una delle stelle più vecchie dell'Universo. Prossima al termine della fase di sequenza principale, evolverà in futuro in una gigante rossa.

## Sistema planetario
Nel 2006, analizzando la velocità radiale della stella, è stato scoperto un pianeta extrasolare (HD 164922 b) con massa minima paragonabile a quella di Saturno, circa 0,36 MJ (107,6 M⊕). Il pianeta orbita ad una distanza dalla stella di circa 2,11 UA, in 3,29 anni circa.
Nel 2016, sempre attraverso il metodo delle velocità radiali è stato possibile individuare un secondo pianeta (HD 164922 c) con massa minima di poco inferiore a quella di Urano, circa 13 M⊕, che completa un'orbita attorno alla stella in circa 75 giorni, ad una distanza di 0,33 UA.
Nel 2020 è stato scoperto un terzo pianeta con una massa di 4,63 M⊕ e orbitante molto vicino alla stella. Con questa scoperta è stato possibile dimostrare la stabilità delle orbite dei tre pianeti nel corso del tempo, preannunciando la possibilità che ne siano presenti alcuni nella zona abitabile. Anche se è stato rilevato solo HD 164922 d, si è compresa meglio la storia evolutiva del sistema planetario, probabilmente modellato da un processo di migrazione attraverso il disco protoplanetario, arrestatosi dopo la sua dissipazione.
Nel luglio 2021 è stata annunciata la scoperta di un quarto pianeta, un mininettuno avente una massa di 10,5 M⊕; è il secondo in ordine di distanza dalla stella e orbita in 41,76 giorni a una distanza di 0,23 UA.

### Prospetto
Segue un prospetto dei componenti del sistema planetario di HD 164922, in ordine di distanza dalla stella.
| Pianeta | Tipo            | Massa          | Periodo orb.     | Sem. maggiore | Eccentricità      | Scoperta |
| ------- | --------------- | -------------- | ---------------- | ------------- | ----------------- | -------- |
| d       | Super Terra     | ≥4,63±0,7 M⊕   | 12,46 giorni     | 0,103 UA      | 0,12+0,13 −0,08   | 2020     |
| e       | Gigante gassoso | ≥10,52±0,98 M⊕ | 41,763 giorni    | 0,229 UA      | 0,086+0,083 −0,06 | 2021     |
| c       | Gigante gassoso | ≥13+3 −2 M⊕    | 75,74 giorni     | 0,341 UA      | 0,12±0,10         | 2016     |
| b       | Gigante gassoso | ≥116±11 M⊕     | 1207+4 −5 giorni | 2,16 UA       | 0,08±0,06         | 2006     |